# Masfjorden
1 = 70px]]
lat_seclon_seclon_minlat_deglon_deglat_min
Masfjorden je občina v administrativni regiji Hordaland na Norveškem.
1. ↑  »Forskrift om målvedtak i kommunar og fylkeskommunar« (v norveščini). Lovdata.no.